# Jermain Mackey
Pour les articles homonymes, voir Mackey.
Jermain Mackey est un boxeur bahaméen né le 27 décembre 1979 à Nassau.

## Carrière
Il devient champion du Commonwealth des super moyens le 19 juillet 2008 en battant aux points Michael Gbenga puis champion des Caraïbes WBC le 30 mai 2009 aux dépens d'Emiliano Cayetano avant de s'incliner au 5e round face à Adonis Stevenson le 25 septembre 2009 pour le titre de champion international WBC.